# Бурівка (Чернігівський район)
Бурі́вка — село в Україні, у Тупичівській сільській громаді Чернігівського району Чернігівської області.

## Історія
12 червня 2020 року, відповідно до розпорядження Кабінету Міністрів України № 730-р від «Про визначення адміністративних центрів та затвердження територій територіальних громад Чернігівської області», село увійшло до складу Тупичівської сільської громади.
19 липня 2020 року, в результаті адміністративно-територіальної реформи та ліквідації Городнянського району, село увійшло до складу новоутвореного Чернігівського району.

## Відомі люди
- Мойсієнко Анатолій Кирилович (1948, Бурівка) — український поет, мовознавець і перекладач.
- Дробноход Микола Іванович (*14 квітня 1940) — український учений у галузі природничих і гуманітарних наук, педагог. Доктор геолого-мінералогічних наук, професор. Академік-засновник АН ВШ України (1992).